# L'Ours Montagne
Pour plus de détails, voir Fiche technique et Distribution.
L'Ours Montagne (Den kæmpestore bjørn) est un film d'animation danois en images de synthèse réalisé par Esben Toft Jacobsen et sorti au cinéma au Danemark le 10 février 2011. Le film est sorti en France le 19 octobre 2011.

## Synopsis
Tous les ans, Jonathan passe ses vacances chez son grand-père, à l'orée d'une vaste forêt réputée dangereuse, où personne ne s'aventure plus. Cette année, sa petite sœur Sophie accompagne Jonathan, qui n'apprécie pas beaucoup de l'avoir toujours avec lui. Lorsque Sophie découvre une grenouille qui fait tomber des gouttes du ciel lorsqu'elle coasse, Jonathan refuse de la croire et fait coasser la grenouille sans succès... jusqu'au moment où un terrible orage se déclenche. Le lendemain, Sophie provoque par mégarde l'effondrement de la cabane que Jonathan avait construit en haut d'un arbre du jardin. Ils se disputent, et Sophie franchit la porte du jardin, alors que le grand-père le leur avait interdit. Lorsque Jonathan ouvre la porte pour la retrouver, Sophie a disparu. Elle a été enlevée par un ours gros comme une montagne, si gigantesque que des arbres poussent sur son dos. 
Très inquiet pour Sophie, Jonathan s'aventure dans la forêt pour tenter de la retrouver, et y découvre une faune et une flore étranges. Il retrouve Sophie dans une grotte, et rencontre l'ours énorme avec lequel elle s'est liée d'amitié, mais qui ne rassure guère Jonathan. Sophie refuse de rentrer à la maison et en veut encore à Jonathan après leur dispute : elle s'échappe à nouveau avec l'ours. En tentant de la retrouver à nouveau, Jonathan tombe et se blesse dans une fosse qui s'avère être un piège de chasseur. Il est libéré puis soigné par le chasseur, un homme aux manières rudes qui vit seul dans la forêt depuis des années, accompagné de ses deux molosses. Le chasseur vivait autrefois dans un village qui avait été construit sur le dos de l'ours pendant qu'il hibernait, et a été détruit le jour où l'ours s'est éveillé : tous les habitants ont fui, sauf le chasseur, qui s'est juré de tuer l'ours dans l'espoir que les autres villageois finiront alors par revenir. Jonathan accepte d'aider le chasseur à attirer l'ours dans un guet-apens, mais, à mesure qu'il retrouve Sophie et apprend à mieux connaître l'ours, il commence à avoir des doutes. Sophie et l'ours, dociles, se rendent là où Jonathan les conduit : le chasseur tire sur l'ours et lui loge une balle dans la bouche, mais l'ours parvient à s'échapper. Le chasseur, furieux contre le garçon, kidnappe alors Sophie pour contraindre Jonathan à attirer de nouveau l'ours dans un piège. 
Jonathan parvient à rejoindre l'ours, mais n'a plus aucune envie de le faire tuer, et ne pense qu'à libérer Sophie. Après avoir réussi à extraire la balle, Jonathan guérit l'ours à l'aide d'une plante aux propriétés miraculeuses, puis lui fait prendre un bain dans un lac afin que les molosses repèrent moins facilement son odeur. Après avoir éloigné le chasseur et ses chiens à l'aide d'un faux appât, Jonathan conduit l'ours jusqu'à la maison du chasseur et, grâce à son aide, fait sortir Sophie du placard où elle était enfermée. Tous trois prennent la fuite tandis que le chasseur revient, et voit sa maison détruite par malchance par l'ours effrayé. Les enfants pensent avoir semé le chasseur, mais celui-ci, fou furieux, met le feu à la forêt et emploie ses chiens pour rabattre l'ours vers la fosse où Jonathan était tombé. Sophie a l'idée d'utiliser les grenouilles de la forêt pour faire pleuvoir, et les deux enfants parviennent ainsi à éteindre l'incendie. Jonathan rejoint l'ours juste à temps pour dévier le fusil du chasseur alors qu'il s'apprête à l'abattre, mais le chasseur l'assomme. Voyant Jonathan blessé, l'ours se met en colère et poursuit le chasseur jusqu'à la grotte. Les deux enfants dissuadent l'ours de tuer le chasseur, mais celui-ci en profite pour lui tirer dessus. Gravement atteint, l'ours heurte rudement la grotte, qui s'effondre sur le chasseur. Jonathan extrait la balle de la blessure, mais l'ours ne revient pas à la vie... jusqu'au moment où les animaux de la forêt apportent chacun une feuille de la plante miraculeuse, qui, appliquée à la blessure, finit par rendre la vie à l'ours. Sophie et Jonathan rentrent alors chez leur grand-père, laissant l'ours à présent libéré de toute menace.

## Fiche technique
- Titre français : L'Ours Montagne[1]
- Titre original : Den kæmpestore bjørn
- Titre anglais : The Great Bear
- Réalisateur : Esben Toft Jacobsen
- Scénario : Jannik Tai Mosholt, Esben Toft Jacobsen
- Musique originale : Nicklas Schmidt
- Distribution des rôles (voix enfants) : Jette Termann
- Montage : Elin Pröjts, Esben Toft Jacobsen, Marion Tuor
- Production design : Andreas Normand Grøntved
- Technique d'animation : images de synthèse
- Producteur : Petter Lindblad
- Producteur exécutif : Sarita Christensen
- Studios de production : Copenhagen Bombay
- Distribution : Copenhagen Bombay Sales (Danemark, tous supports), Bac Films (France, tous supports)
- Pays :  Danemark
- Langue : danois
- Genres : animation, aventure
- Dates de sortie :
  -  Danemark : 10 février 2011
  -  France : 19 octobre 2011

## Distribution

### Voix originales
- Markus Rygaard : Jonathan
- Alberte Blichfeldt : Sophie
- Flemming Quist Møller : Jægeren (le chasseur ?)
- Elith Nulle Nykjær : Morfar

### Voix françaises
- Gabriel Bismuth-Bienaimé : Jonathan
- Léopoldine Serre : Sophie
- Denis Boileau : Papi
- Pascal Casanova : le chasseur

## Réception
En France, le film reçoit un accueil globalement favorable de la part de la presse. Le site AlloCiné attribue à L'Ours Montagne une moyenne de 3, 15 sur une échelle de 5, fondée sur 13 titres de presse ; parmi ces titres, trois d'entre eux lui attribuent la note de 4 sur 5, neuf la note de 3 sur 5 et un la note de 2 sur 5. 
Parmi les critiques les plus favorables figurent celle du quotidien Le Monde, celle du supplément cinéma du Figaro et celle de la revue spécialisée de cinéma Positif. Dans Le Monde, Jacques Mandelbaum estime que L'Ours Montagne est « un film attachant, dont le récit, très original, recèle une certaine poésie », et rapproche l'univers du film de celui de Hayao Miyazaki. Il reproche seulement au film « la texture un peu froide, un peu dure, de l'animation, qui n'est pas [s]a plus grande qualité ». Bernard Génin, dans Positif, indique que « dans le créneau animation pour enfants (où l'on trouve parfois le pire), ce film danois, vivant, chaleureux, mérite le détour ». 
Dans une critique favorable parue dans Télérama, Cécile Mury rapproche également le film de l'univers de Hayao Miyazaki, pour son merveilleux teinté d'étrangeté et son message écologiste. Le critique de Ouest France attribue au film une note de 3 sur 4 ; également sensible au merveilleux miyazakien du film et à son message écologiste, il estime que « la leçon est adressée avec finesse et habileté, tout au long d'une animation de synthèse aux élans un peu saccadés. Mais efficace dans son installation à l'écran d'un monde onirique bien dépaysant ». Cécile Jaurès, dans La Croix, indique que « le ton est plus dramatique que dans la plupart des dessins animés et l’histoire plus cruelle » ; elle regrette surtout « des personnages au graphisme décevant », mais loue en revanche l'originalité de l'histoire, la fantaisie de son bestiaire et l'invention visuelle que constitue le personnage de l'Ours Montagne lui-même.

## Récompenses
Au Festival international du film d'animation d'Annecy de 2011, L'Ours Montagne n'obtient finalement aucun prix, mais fait partie des nommés pour cinq prix : le Cristal du long métrage, la Mention spéciale, le Prix du public, le Prix Unicef et le Prix Fnac long métrage.

## Éditions en vidéo
Le film est édité en DVD et en Blu-Ray de zone 2 par Bac Films en avril 2012. Le DVD et le Blu-Ray contiennent seulement la version doublée en français.